# À travers les Flandres
Ne doit pas être confondu avec À travers la Flandre-Occidentale.
À travers les Flandres ou À travers la Flandre (en néerlandais : Dwars door Vlaanderen) est une course cycliste semi-classique qui se déroule en Belgique à la fin du mois de mars sur près de 200 kilomètres jusqu'à Waregem. L'épreuve est organisée depuis 1945 et elle fait partie de l'UCI World Tour depuis 2017. Elle est courue sous la forme d'une course par étapes de 1946 à 1964 (à l'exception de 1947).
Tenue fin mars, la course marque traditionnellement le début de la Semaine cycliste flamande, qui comprend également le Grand Prix E3, Gand-Wevelgem et le Tour des Flandres. Elle est disputée le mercredi précédant le Tour des Flandres. Le parcours est sélectif grâce à une série de côtes et de tronçons pavés, empruntés également par le Tour des Flandres.
Depuis 2012, une course féminine est courue le même jour que la course masculine, en commençant et en terminant au même endroit, sur une distance d'environ 130 kilomètres. Les deux événements sont organisés par Flanders Classics. En outre, le Grand Prix de Waregem était autrefois considéré comme la version moins de 23 ans de la course.
Si le GP-E3 est considéré comme le Tour des Flandres à l'envers, et que le parcours du Het Nieuwsblad correspond à celui de l'ancien Tour des Flandres, il est de coutume de dire qu'À Travers la Flandre est un "mini" Tour des Flandres, empruntant des routes assez semblables mais avec un parcours plus court que les autres classiques flandriennes (180 à 190 km seulement).

## Histoire

### À travers la Belgique (1945-1999)
La course est courue pour la première fois en 1945 entre Saint-Trond et Waregem. Elle s'appelle alors À travers la Belgique (Dwars door België), un nom qu'elle conserve jusqu'en 1999 inclus. L'icône cycliste belge Rik Van Steenbergen remporte la course inaugurale. De 1946 à 1964, la course se déroule sur deux jours, à l'exception de 1947. À cette époque, la première étape commence à Waregem et se termine dans les provinces belges de Limbourg ou de Liège. La deuxième étape emmène les coureurs à Waregem le lendemain. Depuis 1965, la course est disputée comme une course d'un jour. L'édition 1971 est annulée.
Organisée à la fin du mois de mars, la course marque traditionnellement le début de la Semaine cycliste flamande, qui comprend également le Grand Prix E3, Gand-Wevelgem, la Classic Bruges-La Panne et le Tour des Flandres.

### À travers les Flandres (depuis 2000)
En 2000, l'événement est renommé À travers les Flandres (Dwars door Vlaanderen) et Roulers devient le nouveau lieu de départ. De 2005 à 2012, elle fait partie de l'UCI Europe Tour, en catégorie 1.1 avant de passer en 1.HC en 2013. L'appellation À travers la Flandre est aussi régulièrement utilisée par la presse et le public francophones.
La veille de l'édition 2016, une série d'attaques terroristes à Bruxelles cause plus d'une trentaine de morts. Le niveau de sécurité est augmenté en Belgique au maximum, ce qui conduit à la possibilité que la course soit annulée. Les organisateurs de la course décident de maintenir la course, avec l'accord du gouvernement belge, le jour même de la course. L'édition est remportée au sprint par Jens Debusschere.

#### Course World Tour (depuis 2017)
La course intègre le calendrier UCI World Tour en 2017, le plus haut niveau pour une course professionnelle.
Jusqu'en 2017, l'épreuve est traditionnellement disputée un mercredi, quatre jours après la classique « Monument » italienne Milan-San Remo et une semaine et demi avant le Tour des Flandres, la classique cycliste la plus importante des Flandres, qui a lieu un dimanche. À partir de 2018, À travers les Flandres est déplacée d'une semaine dans le calendrier international, où elle a lieu dorénavant le mercredi suivant Gand-Wevelgem et précédant le Tour des Flandres.
Dans le même temps, le parcours est modifié. Le kilométrage total est réduit et passe de 200 km à 180 km, et les fameuses montées du Vieux Quaremont et du Paterberg sont supprimées de la course.
L'édition 2020, initialement prévue le 1er avril, est reportée, puis annulée en raison de la pandémie de maladie à coronavirus,.

## Parcours
À travers les Flandres est l'une des nombreuses courses pavées en Flandre, disputée au cours de la saison des classiques du printemps. La course commence à Roulers et se termine à Waregem, pour une distance totale de 180 à 190 kilomètres. La majeure partie du parcours se déroule dans les Ardennes flamandes vallonnées mais fait des incursions en région wallonne (côte de Trieu, commune de Mont-de-l'Enclus).

### Ancien tracé

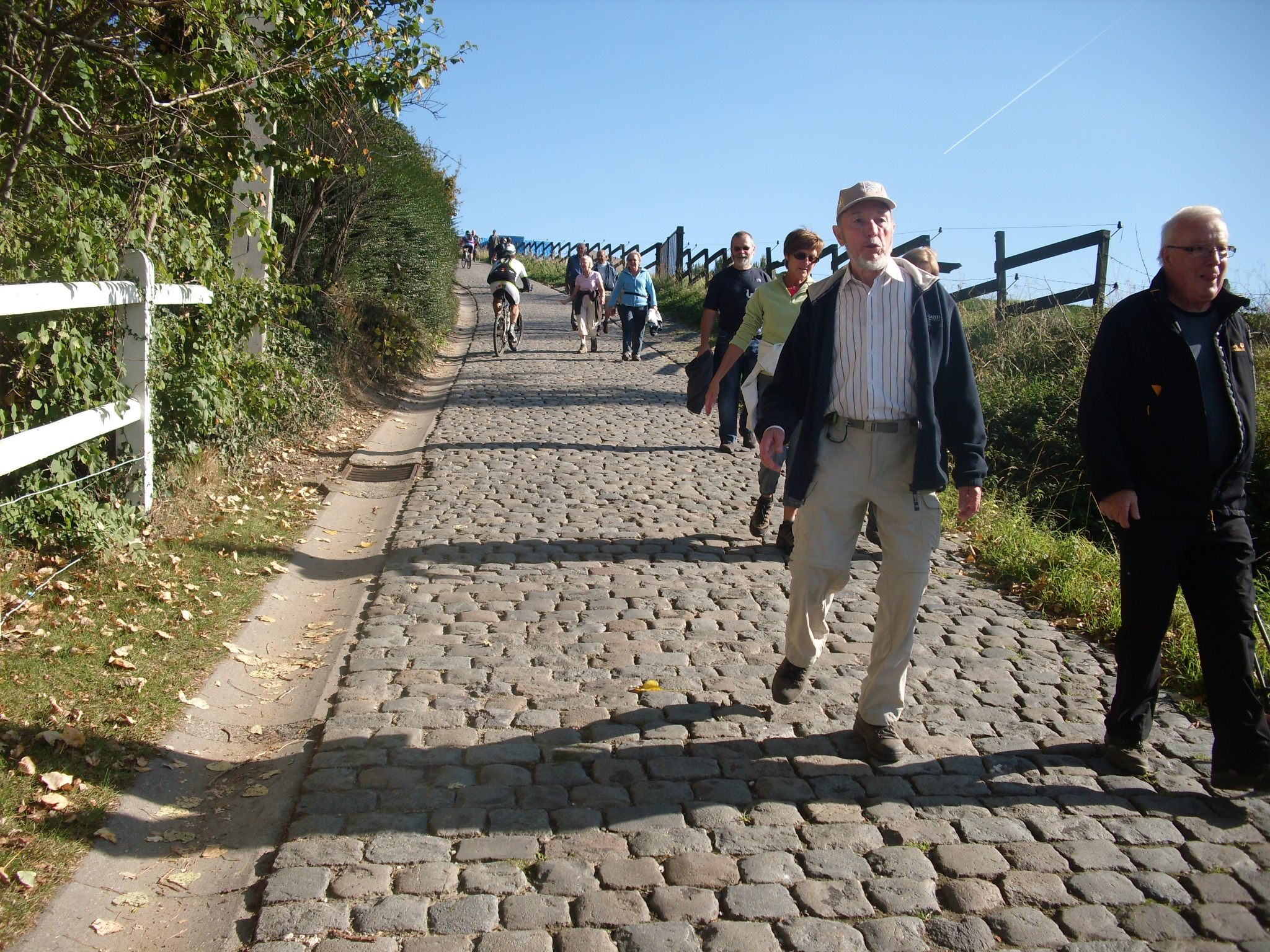
Jusqu'en 2017, le Paterberg à Kluisbergen est l'une des dernières ascensions de la course (à 30 kilomètres de l'arrivée) et est souvent un lieu décisif de la course.

Les 100 premiers kilomètres en Flandre occidentale sont principalement plats, après quoi le parcours devient plus sélectif avec une douzaine d'ascensions dans la zone des monts en Flandre orientale. En dépit des changements annuels, certaines des ascensions sont régulièrement au programme dans la course : Eikenberg, Taaienberg, Oude Kwaremont et Paterberg. Le sommet de la dernière montée, le Nokereberg, est placé à 10 kilomètres de l'arrivée.

### Parcours actuel
Le tracé actuel commence avec 80 kilomètres de plats en Flandre occidentale, suivi par une zone plus difficile avec des ascensions telles que le Taaienberg, le Kruisberg et la Côte de Trieu. Le sommet de la dernière montée, le Nokereberg, est placé plus proche du final, puisqu'il se retrouve à 11 km de la ligne d'arrivée. De plus, il y a plusieurs secteurs plats pavés. En raison de son parcours vallonné dans les Ardennes flamandes, la course est similaire à ce que l'on retrouve sur le Tour des Flandres. Elle est de ce fait souvent utilisée en préparation pour la prestigieuse course, organisée quatre jours plus tard.

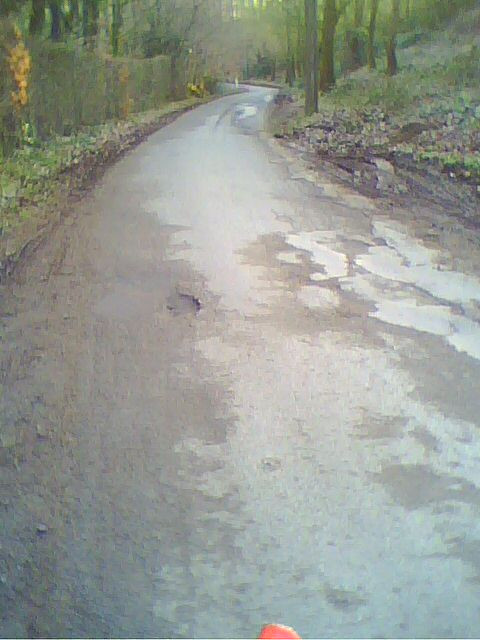
Depuis 2018, la Côte de Trieu à Mont-de-l'Enclus est grimpée trois fois lors d'À travers les Flandres. Le troisième passage est l'une des dernières ascensions de la course, à 33 km de l'arrivée et s'avère décisif.

| Mont | Nom                           | Km    | Revêtement | Longueur (m) | Pente moyenne | Pente maxi | Km de l'arrivée |
| ---- | ----------------------------- | ----- | ---------- | ------------ | ------------- | ---------- | --------------- |
| 1    | Mont de l'Enclus (Bergstraat) | 82,6  | asphalte   | 1 000        | 6,8 %         | 16 %       | 97,5            |
| 2    | Côte de Trieu                 | 90,0  | asphalte   | 1 900        | 4,9 %         | 11,8 %     | 90,1            |
| 3    | Mont de l'Enclus (Bergstraat) | 107,3 | asphalte   | 1 000        | 6,8 %         | 16 %       | 72,8            |
| 4    | Côte de Trieu                 | 114,8 | asphalte   | 1 900        | 4,9 %         | 11,8 %     | 65,3            |
| 5    | Kortekeer (nl)                | 122,4 | asphalte   | 900          | 6,5 %         | 9,8 %      | 57,7            |
| 6    | Steenbeekdries                | 125,7 | asphalte   | 600          | 4,5 %         | 8 %        | 54,4            |
| 7    | Taaienberg                    | 128,2 | pavés      | 530          | 6,6 %         | 15,8 %     | 51,9            |
| 8    | Kruisberg                     | 138,8 | asphalte   | 1 800        | 4,8 %         | 9 %        | 41,8            |
| 9    | Côte de Trieu                 | 147,0 | asphalte   | 1 900        | 4,9 %         | 11,8 %     | 33,1            |
| 10   | Tiegemberg                    | 159,2 | Asphalte   | 1 400        | 6,5 %         | 9 %        | 20,9            |
| 11   | Holstraat (nl)                | 163,5 | Asphalte   | 1 000        | 5,2 %         | 12 %       | 16,5            |
| 12   | Nokereberg                    | 171,1 | Pavés      | 500          | 5,7 %         | 6,7 %      | 9,0             |

| Secteur | Nom              | Km    | Longueur (m) | Km de l'arrivée |
| ------- | ---------------- | ----- | ------------ | --------------- |
| 1       | Mariaborrestraat | 124,5 | 2 400        | 55,6            |
| 2       | Varentstraat     | 154,4 | 2 000        | 25,7            |
| 3       | Herlegemstraat   | 173,9 | 800          | 6,2             |

## Palmarès
| Année                  | Vainqueur              | Deuxième               | Troisième                |
| ---------------------- | ---------------------- | ---------------------- | ------------------------ |
| À travers la Belgique  |                        |                        |                          |
| 1945                   | Rik Van Steenbergen    | Briek Schotte          | Norbert Callens          |
| 1946                   | Maurice Desimpelaere   | Norbert Callens        | Briek Schotte            |
| 1947                   | Albert Sercu           | Julien Van Dijcke      | Émile Masson junior      |
| 1948                   | André Rosseel          | Florent Mathieu        | Roger Desmet             |
| 1949                   | Raymond Impanis        | Lionel Van Brabant     | Maurice Mollin           |
| 1950                   | André Rosseel          | Emiel Van der Veken    | Jules Depoorter          |
| 1951                   | Raymond Impanis        | Marcel Hendrickx       | André Rosseel            |
| 1952                   | André Maelbrancke      | Lode Wouters           | Karel De Baere           |
| 1953                   | Briek Schotte          | Adriaan Voorting       | Marcel De Mulder         |
| 1954                   | Germain Derycke        | Briek Schotte          | Florent Rondelé          |
| 1955                   | Briek Schotte          | Alfred De Bruyne       | Alfons Van den Brande    |
| 1956                   | Lucien De Munster      | Frans Schoubben        | André Rosseel            |
| 1957                   | Noël Foré              | Michel Van Aerde       | André Noyelle            |
| 1958                   | André Vlaeyen          | Norbert Van Tieghem    | Ernest Heyvaert          |
| 1959                   | Roger Baens            | Louis Proost           | Briek Schotte            |
| 1960                   | Arthur Decabooter      | Edgard Sorgeloos       | Julien Schepens          |
| 1961                   | Maurice Meuleman       | Romain Van Wynsberghe  | Leon Van Daele           |
| 1962                   | Martin Van Geneugden   | Piet Rentmeester       | Piet van Est             |
| 1963                   | Clément Roman          | Dieter Puschel         | Robert Seneca            |
| 1964                   | Piet van Est           | Etienne Vercauteren    | Jos Dewit                |
| 1965                   | Alfons Hermans         | Julien Haelterman      | Roger de Breuker         |
| 1966                   | Walter Godefroot       | Willy Bocklant         | Peter Post               |
| 1967                   | Daniel Van Ryckeghem   | Georges Vandenberghe   | Joseph Spruyt            |
| 1968                   | Walter Godefroot       | Willy Monty            | Bernard Van De Kerckhove |
| 1969                   | Eric Leman             | Albert Van Vlierberghe | Willy Van Neste          |
| 1970                   | Daniel Van Ryckeghem   | Eric Leman             | Frans Verbeeck           |
| 1971                   | Non disputé            | Non disputé            | Non disputé              |
| 1972                   | Marc Demeyer           | Noël Vantyghem         | Eddy Verstraeten         |
| 1973                   | Roger Loysch           | Jozef Abelshausen      | Freddy Maertens          |
| 1974                   | Louis Verreydt         | Ronald De Witte        | René Pijnen              |
| 1975                   | Cees Priem             | Tino Tabak             | Roger Swerts             |
| 1976                   | Willy Planckaert       | Marc Demeyer           | Walter Planckaert        |
| 1977                   | Walter Planckaert      | Eric Leman             | Marc Demeyer             |
| 1978                   | Jos Schipper           | Frank Hoste            | Guido Van Sweevelt       |
| 1979                   | Gustaaf Van Roosbroeck | Walter Planckaert      | Jan Raas                 |
| 1980                   | Johan van der Meer     | Jan Raas               | Guido Van Sweevelt       |
| 1981                   | Frank Hoste            | Cees Priem             | Gerrit Van Gestel        |
| 1982                   | Jan Raas               | Jean-Luc Vandenbroucke | Eddy Vanhaerens          |
| 1983                   | Etienne De Wilde       | Jan Raas               | Eric Vanderaerden        |
| 1984                   | Walter Planckaert      | Rudy Matthijs          | Marc Sergeant            |
| 1985                   | Eddy Planckaert        | Eric Vanderaerden      | Jos Lieckens             |
| 1986                   | Eric Vanderaerden      | Adrie van der Poel     | Peter Stevenhaagen       |
| 1987                   | Jelle Nijdam           | Herman Frison          | Sean Kelly               |
| 1988                   | John Talen             | Fons De Wolf           | Nico Verhoeven           |
| 1989                   | Dirk De Wolf           | Theo de Rooij          | Johan Museeuw            |
| 1990                   | Edwig Van Hooydonck    | Adrie van der Poel     | Marc Sergeant            |
| 1991                   | Eric Vanderaerden      | Uwe Raab               | Remig Stumpf             |
| 1992                   | Olaf Ludwig            | Michel Zanoli          | Jean-Pierre Heynderickx  |
| 1993                   | Johan Museeuw          | Franco Ballerini       | Jo Planckaert            |
| 1994                   | Carlo Bomans           | Marc Sergeant          | Ludwig Willems           |
| 1995                   | Jelle Nijdam           | Tom Steels             | Adriano Baffi            |
| 1996                   | Tristan Hoffman        | Edwig Van Hooydonck    | Brian Holm               |
| 1997                   | Andreï Tchmil          | Ludovic Auger          | Hans De Clercq           |
| 1998                   | Tom Steels             | Johan Capiot           | Andreï Tchmil            |
| 1999                   | Johan Museeuw          | Michel Vanhaecke       | Chris Peers              |
| À travers les Flandres |                        |                        |                          |
| 2000                   | Tristan Hoffman        | Peter Van Petegem      | Lars Michaelsen          |
| 2001                   | Niko Eeckhout          | Wilfried Peeters       | Arvis Piziks             |
| 2002                   | Baden Cooke            | László Bodrogi         | Jo Planckaert            |
| 2003                   | Robbie McEwen          | Baden Cooke            | Max van Heeswijk         |
| 2004                   | Ludovic Capelle        | Jaan Kirsipuu          | Roger Hammond            |
| 2005                   | Niko Eeckhout          | Roger Hammond          | Gabriele Balducci        |
| 2006                   | Frederik Veuchelen     | Jeremy Hunt            | Lloyd Mondory            |
| 2007                   | Tom Boonen             | Niko Eeckhout          | Stuart O'Grady           |
| 2008                   | Sylvain Chavanel       | Steven de Jongh        | Niko Eeckhout            |
| 2009                   | Kevin Van Impe         | Niko Eeckhout          | Tom Boonen               |
| 2010                   | Matti Breschel         | Björn Leukemans        | Niki Terpstra            |
| 2011                   | Nick Nuyens            | Geraint Thomas         | Tyler Farrar             |
| 2012                   | Niki Terpstra          | Sylvain Chavanel       | Koen de Kort             |
| 2013                   | Oscar Gatto            | Borut Božič            | Mathew Hayman            |
| 2014                   | Niki Terpstra          | Tyler Farrar           | Borut Božič              |
| 2015                   | Jelle Wallays          | Edward Theuns          | Dylan van Baarle         |
| 2016                   | Jens Debusschere       | Bryan Coquard          | Edward Theuns            |
| 2017                   | Yves Lampaert          | Philippe Gilbert       | Alexey Lutsenko          |
| 2018                   | Yves Lampaert          | Mike Teunissen         | Sep Vanmarcke            |
| 2019                   | Mathieu van der Poel   | Anthony Turgis         | Bob Jungels              |
| 2020                   | Édition annulée        | Édition annulée        | Édition annulée          |
| 2021                   | Dylan van Baarle       | Christophe Laporte     | Tim Merlier              |
| 2022                   | Mathieu van der Poel   | Tiesj Benoot           | Tom Pidcock              |
| 2023                   | Christophe Laporte     | Oier Lazkano           | Neilson Powless          |
| 2024                   | Matteo Jorgenson       | Jonas Abrahamsen       | Stefan Küng              |
| 2025                   | Neilson Powless        | Wout van Aert          | Tiesj Benoot             |

## Statistiques
| Victoires | Coureur              | Pays     | Années       |
| --------- | -------------------- | -------- | ------------ |
| 2         | André Rosseel        | Belgique | 1948 et 1950 |
| 2         | Raymond Impanis      | Belgique | 1949 et 1951 |
| 2         | Briek Schotte        | Belgique | 1953 et 1955 |
| 2         | Walter Godefroot     | Belgique | 1966 et 1968 |
| 2         | Daniel Van Ryckeghem | Belgique | 1967 et 1970 |
| 2         | Walter Planckaert    | Belgique | 1977 et 1984 |
| 2         | Eric Vanderaerden    | Belgique | 1986 et 1991 |
| 2         | Jelle Nijdam         | Pays-Bas | 1987 et 1995 |
| 2         | Johan Museeuw        | Belgique | 1993 et 1999 |
| 2         | Tristan Hoffman      | Pays-Bas | 1996 et 2000 |
| 2         | Niko Eeckhout        | Belgique | 2001 et 2005 |
| 2         | Niki Terpstra        | Pays-Bas | 2012 et 2014 |
| 2         | Yves Lampaert        | Belgique | 2017 et 2018 |
| 2         | Mathieu van der Poel | Pays-Bas | 2019 et 2022 |

| Victoires | Pays                              |
| --------- | --------------------------------- |
| 54        | Belgique                          |
| 15        | Pays-Bas                          |
| 2         | Australie France États-Unis       |
| 1         | Allemagne Danemark Italie Ukraine |